# ديف فيتل
ديف فيتل (بالإنجليزية: Dave Feitl)‏ مواليد 8 يونيو 1962 في بتلر، هو لاعب كرة سلة أمريكي معتزل. بدأ مسيرته الاحترافية في سنة 1986. تم اختياره من قبل فريق هيوستن روكتس خلال الدرافت. يبلغ طوله 6 قدم 11 بوصة (2.1 م). اعتزل اللعب في 1996. أحرز خلال مسيرته في الإن بي إيه 1192 نقطة بمعدل 4.3 نقاط في المباراة الواحدة.

## المسيرة الاحترافية
لعب مع هيوستن روكتس في موسم 1986–1987، ثم لعب مع غولدن ستايت ووريورز في موسم 1987–1988، ثم لعب مع واشنطن ويزاردز في موسم 1988–1989، ثم لعب مع فورتيتودو بولونيا في الدوري الإيطالي في موسم 1989–1990، ثم لعب مع هيوستن روكتس في موسم 1990–1991، ثم لعب مع بروكلين نتس في موسم 1991–1992.

## روابط خارجية
- ديف فيتل على موقع إن بي أي (الإنجليزية)
- ديف فيتل على موقع سبورتس رفرنس (الإنجليزية)
- ديف فيتل على موقع كلية كرة السلة في سبورتس رفرنس.كوم (الإنجليزية)
- ديف فيتل على موقع ريلجم (الإنجليزية)
- ديف فيتل على موقع بروبوليرز (الإنجليزية)